# Open Sound System
O Open Sound System (OSS) é uma norma de interface com os módulos de produção e captura de som de um sistema operativo. É baseado em dispositivos padrão de Unix (isto é, nas operações POSIX read, write, ioctl, etc.). O termo é também utilizado para referir o software que disponibiliza a interface OSS e comunica com o controlador do hardware de som; nesse sentido, pode-se pensar no OSS como de device driver para o hardware do sistema de som. O objectivo do OSS é permitir que uma aplicação baseada em som possa funcionar facilmente com qualquer hardware controlador de som, mesmo que a interface do hardware varie significativamente de caso para caso.
O OSS foi criado em 1992 pelo Finlandês Hannu Savolainen e está disponível em 11 importantes sistemas operativos do tipo Unix. O OSS é distribuído sob três opções da licença, duas de que são licenças Licença de software livre, assim fazendo a OSS o software livre.

## Livre, proprietário, livre
O projecto era inicialmente software livre mas, em consequência do sucesso do projecto, Savolainen fundou a 4Front Technologies e disponibilizou o suporte para dispositivos mais recentes outros melhoraamentos com reserva de propriedade. Em resposta, acabou abandonado a comunidade Linux OSS / implementação livre incluídas no núcleo (uma versão desatualizada 3.x, enquanto 4front continuou trabalhando em 4.x) e orientou os seus esforços para o desenvolvimento de uma nova arquitectura de som ALSA (Advanced Linux Sound Architecture). Muitos sistemas operativos de software livre tais como Linux e FreeBSD continuaram a distribuir versões precedentes de OSS, e mantiveram algumas  actualizações destas versões.
Em Julho de 2007, a 4Front Technologies disponibilizou o código fonte do OSS sob licenças a CDDL para OpenSolaris e GPL para Linux. Em janeiro de 2008, 4Front Technologies libera OSS para FreeBSD (e outros sistemas BSD), sob licença BSD.

## OSS com relação a ALSA
Na génese do Linux, houve historicamente duas APIs de som usadas uniformemente. Uma é OSS; a outra é o ALSA (Advanced Linux Sound Architecture). O ALSA está disponível  somente para o Linux, e porque há somente uma implementação da interface ALSA, ALSA designa igualmente essa implementação e sua interface.
OSS é o padrão standard com as 2.4 séries[kernel.org] do Linux oficial. ALSA foi adicionado com 2.5, e naquelas versões, o OSS foi retirado do do Linux ficando apenas emulado. 4Front continuou a desenvolver OSS fora do Linux.
ALSA fornece uma modalidade opcional da emulação de OSS que aparece aos programas como fosse OSS. Similarmente, há uma modalidade de emulação do ALSA na execução do OSS no Linux.
Quando alguns recomendarem a relação de ALSA para o software que está pretendido trabalhar em Linux moderno somente, o software pretendeu ser portátil através de Unices usa tipicamente OSS preferivelmente.
Os desenvolvedores  encontraram OSS muitas vezes melhor documentado que ALSA e API do OSS muito mais simples.

## OSS/3D
OSS/3D é um plugin para players de música, que aja como um motor audio do postprocessing. Os players suportados incluem Winamp, players do meio do Windows (9 ou mais atrasados), musicmatch, Sonique, Foobar2000, JetAudio, MMX. É movido às plataformas de Windows e de Linux. Ao contrário do OSS, é shareware.